# Поисковая машина
Поисковая машина — комплекс программ, предназначенный для поиска информации (поиска, хранения и предоставления информации пользователям). Обычно является частью поисковой системы.
Основными критериями качества работы поисковой машины являются релевантность (степень соответствия запроса и найденного, то есть уместность результата), полнота индекса, учёт морфологии языка.

## Классификация
По области поиска (условно):

#### Локальные
Предназначены для поиска информации по какой-либо части всемирной сети, например по одному или нескольким сайтам, либо по локальной сети. Такие поисковые машины обычно используются внутри частных (корпоративных) сетей или в системах для электронной коммерции (интернет-магазинах). Поэтому их также часто называют «корпоративными». Среди популярных корпоративных поисковых машин известны такие как: Apache Solr, Endeca, Sphinx, Elasticsearch.

#### Персональные
Служат для поиска среди файлов на персональных компьютерах или в небольших локальных сетях.

#### Глобальные
Предназначены для поиска информации по всей сети Интернет либо по значительной её части. Владельцами таких поисковых машин являются поисковые системы Google, Яндекс и др. Поисковые машины осуществляют поиск информации различного типа, например текстов, видео, изображений, географических объектов, персональных данных и др. При этом файлы, с которыми может работать поисковая машина, могут быть как текстового формата (например .html, .htm, .txt, .doc, .rtf…), так и графического (.gif, .png, .svg…) или мультимедийного (видео и звук). Пока наиболее распространённым является именно поиск по текстовым документам.

## Поисковый запрос
Исходной информацией для поиска является поисковый запрос.

## Функции
Поисковые машины выполняют несколько функций:
- Поиск ссылок на страницы и другие документы сайтов.
- Автоматический — Поисковая машина ищет ссылки со страниц сайтов.
- Ручной режим — Пользователи сами добавляют в базу данных поисковой машины ссылки на страницы своих сайтов.

Индексация документов сайтов — извлечение из документов информации, важной для поиска, преобразование этой информации в формат, удобный для поисковой машины и сохранение этой информации в базу данных поисковой машины
Поиск по базе данных проиндексированных документов может состоять из нескольких этапов
- Нахождение документов, соответствующих поисковому запросу
- Ранжирование документов в соответствии с их релевантностью поисковым запросам